# Цугол (Агинский район)
Цу́гол  (бур. Сγγгэл) — село в муниципальном районе «Агинский район» Агинского Бурятского округа в Забайкальском крае России.
Входит в состав сельского поселения «Кункур».

## География
Цугол находится  на юго-востоке района, в 38 км к северу от центра поселения — с. Кункур .
Климат
Климат характеризуется как резко континентальный засушливый. Абсолютный минимум температуры воздуха самого холодного месяца (января) составляет −56 °C; абсолютный максимум самого тёплого месяца (июля) — 38 °C. Среднегодовое количество атмосферных осадков составляет 250—380 мм.

## История
Образовано в 1948 году.
Топоним происходит от устарелого тибетского религиозного термина «соголик» — футляр в виде узкого и продолговатого ящика («книгохранилище») для хранения тибетского религиозного сочинения (Мельхеев, Матвей Николаевич.

## Население
| 2010 | 2021 |
| ---- | ---- |
| 43   | ↘5   |

В 1989 население — 56 человек, в 2002 — 45, в 2010 — 43, в 2018 — 5.
национальный состав
Согласно результатам переписи 2002 года, в национальной структуре населения буряты составляли 60 %, русские 36% из 45 жителей .

## Инфраструктура
4 дома .

## Транспорт
Грунтовая дорога местного значения протяженностью 38 км до с. Кункур.